# Budzynek (gromada)
Budzynek – dawna gromada, czyli najmniejsza jednostka podziału terytorialnego Polskiej Rzeczypospolitej Ludowej w latach 1954–1972.
Gromady, z gromadzkimi radami narodowymi (GRN) jako organami władzy najniższego stopnia na wsi, funkcjonowały od reformy reorganizującej administrację wiejską przeprowadzonej jesienią 1954 do momentu ich zniesienia z dniem 1 stycznia 1973, tym samym wypierając organizację gminną w latach 1954–1972.
Gromadę Budzynek siedzibą GRN w Budzynku utworzono – jako jedną z 8759 gromad na obszarze Polski – w powiecie łęczyckim w woj. łódzkim, na mocy uchwały nr 32/54 WRN w Łodzi z dnia 4 października 1954. W skład jednostki weszły obszary dotychczasowych gromad Budzynek, Psary, Skórka, Śniatowa i Woźniki oraz wieś Stefanów z dotychczasowej gromady Stefanów ze zniesionej gminy Dalików, obszar dotychczasowej gromady Idzikowice (z wyłączeniem kolonii Idzikowice-Nasale i kolonii Idzikowice Pielgrzymy) ze zniesionej gminy Gostków oraz wieś Władysławów z dotychczasowej gromady Różyce (Żmijowe) ze zniesionej gminy Tkaczew w tymże powiecie. Dla gromady ustalono 10 członków gromadzkiej rady narodowej.
1 stycznia 1956 gromada weszła w skład nowo utworzonego powiatu poddębickiego w tymże województwie.
1 stycznia 1958 z gromady Budzynek wyłączono wieś i kolonię Śniatowa, włączając je do gromady Parzęczew w powiecie łęczyckim.
1 stycznia 1959 z gromady Budzynek wyłączono wieś Idzikowice, kolonię Idzikowice Generalne i osadę Chochołek – włączając je do gromady Drwalew w powiecie poddębickim oraz wsie Jasionka, Kossobudy, Skóra i Marysławów – włączając je do gromady Parzęczew w powiecie łęczyckim.
Gromadę zniesiono 31 grudnia 1959, a jej obszar włączono do nowo utworzonej gromady Brudnów.